# Clidemia davidsei
Clidemia davidsei är en tvåhjärtbladig växtart som beskrevs av Frank Almeda. Clidemia davidsei ingår i släktet Clidemia och familjen Melastomataceae.
Artens utbredningsområde är Costa Rica. Inga underarter finns listade i Catalogue of Life.